# Moisie
Moisie är en del av staden Sept-Îles i Kanada, till 2003 en separat stad.  Den ligger i regionen Côte-Nord och provinsen Québec, i den östra delen av landet, 900 km nordost om huvudstaden Ottawa. Staden införlivade Rivière-Pigou 1983 och De Grasse 1984.